# Jacopo Vittorelli (senatore)
Jacopo Vittorelli (Bassano del Grappa, 18 ottobre 1851 – Roma, 10 marzo 1918) è stato un prefetto e politico italiano.

## Biografia
Entrato nell'amministrazione provinciale di Vicenza nel 1874 percorre tutti i gradi della carriera fino alla nomina a prefetto. La prima prefettura che ha retto è stata quella di Rovigo. Passa in seguito a Mantova, Alessandria, Venezia, Torino e da ultimo Firenze. Nominato senatore nel 1903 ha trascorso l'ultimo anno della sua vita nel ruolo di consigliere di stato.